# 新华街道 (广州市)
新华街道是中华人民共和国广东省广州市花都区下辖的一个街道办事处，位于花都區南部。
京廣鐵路貫穿全街南北，重要交通樞紐廣州北站位於本街。

## 历史沿革
前身新华镇是花都区的政治、经济、文化中心。2005年5月28日，中共花都區委、花都區政府正式撤銷新華鎮，設置新華街道辦事處。此后，仍保持“超级大街”的规模。2013年时，新华街道总面积112平方千米，辖24个行政村和38个社区，户籍人口约27万人，外来人口约17万人。
2013年12月2日，广东省民政厅批复同意广州市调整花都区部分行政区划。调整后，新华街道的部分社區和村委将划给新设立的新雅街道、花城街道及秀全街道管辖。12月30日，中共花都区区委、花都区政府在区政府小礼堂召开部分镇（街）行政区划调整筹备动员大会。会上宣布新华、新雅、秀全、花城四个街道筹备组人员配备情况。标志着区划调整工作在区的层面进入实操阶段和关键阶段。
2017年时，新华街道总面积29.81平方公里，街道办事处驻建设路1号。

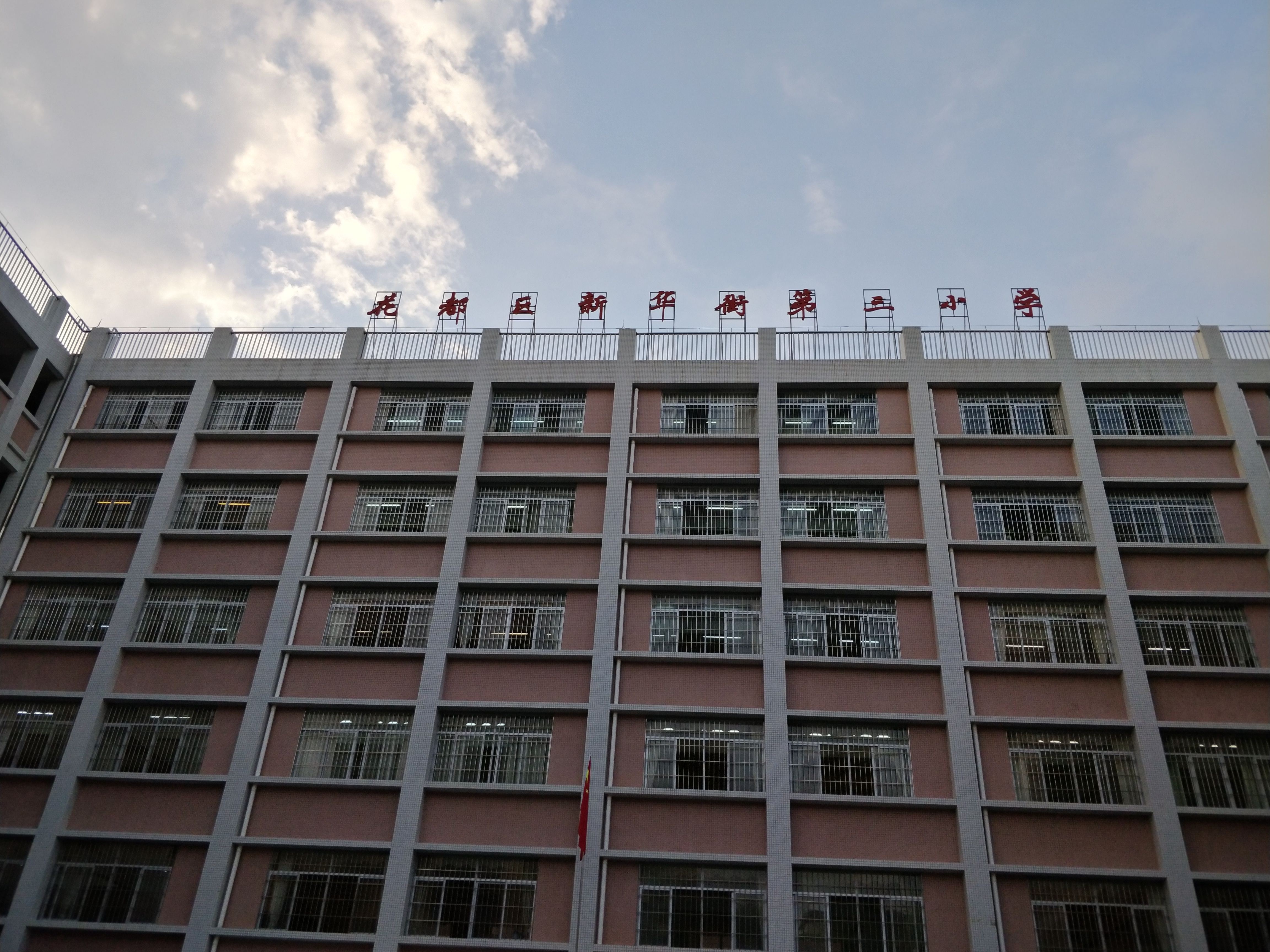
广州市花都区新华街道第三小学

## 行政区划
2017年时，新华街道办事处將管辖新华村、横潭村、大陵村、三华村、五华村、新街村、田美村、莲塘村、华南社区、丰盛社区、新街社区、马鞍山社区、湖畔社区、新民社区、茶园南社区、丽雅社区、骏威社区、杏林社区、梅园社区、商南社区、培英社区、金菊社区、秀全社区、京华社区、光华社区、金联社区、红珠社区、天贵社区、聚贤社区、福宁社区、银菊社区、宝华社区、海关西社区、松园社区、金华社区、云山社区、新都西社区、富华社区及凤华社区。
新华街道现下辖以下地区：
云山社区、新民社区、福宁社区、红珠社区、商南社区、聚贤社区、梅园社区、秀全社区、培英社区、富华社区、宝华社区、凤华社区、金华社区、松园社区、新都西社区、海关西社区、京华社区、茶园南社区、丽雅社区、丰盛社区、华南社区、湖畔社区、金联社区、光华社区、天贵社区、骏威社区、银菊社区、金菊社区、杏林社区、马鞍山社区、凤凰街道、北站西社区、天马社区、新街村、大陵村、田美村、莲塘村、新华村、横潭村、五华村和三华村。

## 交通
- 京广铁路、京广深港高速铁路：广州北站
- 广清城际铁路、广佛环线：花都站
- █广州地铁9号线：广州北站、花城路站、花果山公园站、花都广场站、马鞍山公园站、莲塘站